# REV Ocean
M/Y REV Ocean (för Research Expedition Vessel) är ett forskningsfartyg och megayacht under byggnad på Vard Groups skeppsvarv Vard Brattvåg i Norge samt på Vard Tulcea i Rumänien. Den ägs av Kjell Røkke genom av honom ägt bolag, och är avsedd att för forskningsändamål användas av World Wildlife Foundation Norge. Hon har som lustfartyg plats för 36 gäster och ska också hyras ut för privatcharter.
Fartyget är bland annat planerat att ha en moon pool på 7,5 x 5 meter för att sänka ned submersibler. Det ska också ha en processanläggning för att destruera lös plast i havet.
REV Ocean är en central del av havsbevarandeprojektet Rev Ocean, som drivs av Kjell Røkke.